# Kaino Oksanen
Kaino Wilhelmiina Oksanen, född 28 december 1884 i Tammerfors, död 12 oktober 1966 i Jyväskylä, var en finländsk meteorolog.
Oksanen, som var dotter till prosten Oskar Wilhelm Oksanen och Wilhelmina Blom, blev student 1904, filosofie kandidat 1911, filosofie magister 1913 samt filosofie licentiat och filosofie doktor 1919. Hon var lärare i matematik, fysik och geografi vid Nya finska samskolan i Helsingfors 1910–1919, amanuens vid Meteorologiska centralanstalten 1912–1918, assistent 1919–1933 och äldre assistent 1933–1949. Hon var lärare i matematik och fysik vid Finska samskolan i Viborg 1908, i psykologi och pedagogik vid Finska fortbildningsläroverket i Helsingfors 1919–1929 och ledamot av Pedagogiska direktionen 1925–1929. 
Oksanen var ledamot av Finlands riksdag för Samlingspartiet 1927–1939, elektor vid presidentvalet 1931, ordförande i Akademiskt bildade kvinnors förbund 1926–1927, i dess Helsingforsavdelning 1928–1931 och i direktionen för statens pedagogiska kurser för sjuksköterskor 1931–1936. Hon publicerade pedagogiska och meteorologiska arbeten. Hon blev arbetande medlem i Geografiska sällskapet i Finland 1946 och korresponderande ledamot av Society of Woman Geographers 1950. Hon blev hedersledamot av Akademiskt bildade kvinnors förbund 1949, av dess Jyväskylä-avdelning 1950 och av dess Tammerforsavdelning 1959.